# Biorégionalisme
Le biorégionalisme est une approche politique, économique et culturelle basée sur les spécificités écologiques de territoires baptisés biorégions.

## Apparition et développement du terme
Le terme est apparu durant les années 1960 dans les milieux de la contre-culture nord-américaine, plus spécifiquement californienne. Il a ensuite été conceptualisé dans les années 1970 et 1980 par – entre autres figures – l'éco-anarchiste Peter Berg, fondateur de la principale organisation biorégionaliste, la Planet Drum Foundation, ex-Diggers, le géographe radical Raymond Dasmann (pour le compte de l'UICN), l'écrivain anarchiste Gary Snyder et l'historien néo-luddite Kirkpatrick Sale, dont l'ouvrage L'Art d'habiter la terre : la vision biorégionale [Dwellers in the Land: The Bioregional Vision], première étude monographique complète, est considéré comme l'une des meilleures présentation de ce courant de l'écologie.
Cette approche a donné naissance à de nombreuses organisations non-gouvernementales essentiellement basées aux États-Unis. Elle est aussi soutenue par une communauté artistique prolifique, notamment le poète et militant anarchiste Gary Snyder.
Il aura fallu attendre 2019 pour que paraisse la première version française de l'article considéré comme « fondateur » du mouvement biorégionaliste, de Berg et Dasmann : « Réhabiter la Californie », et 2020 pour que soit traduit en français l'ouvrage fondateur de Kirkpatrick Sale « Dwellers in the Land: The bioregional Vision » de 1985, sous le titre « L'art d'habiter la Terre : la vision biorégionale », chez Wildproject.

## Principes de base
Selon Peter Berg, le biorégionalisme est une approche proactive visant la formation d'une harmonie entre la culture humaine et l'environnement naturel, contrairement à l'écologie politique classique qui, selon lui, est plus basée sur la dénonciation. L'écologie politique voit l'industrie comme une ennemie de la nature et la nature comme une victime de l'industrie devant être sauvée ; le biorégionalisme, pour sa part, voit l'humanité et sa culture comme une part de la nature et cherche à construire une relation positive et durable avec l'environnement plutôt que de vouloir préserver la nature sauvage dans une sphère hors de la société humaine.

« La question n’est pas de savoir combien de temps vous allez rester là où vous êtes, ou si vous vous apprêtez à en partir – tout au long de votre vie ce sera la même histoire : le lieu dans lequel vous vivez est vivant, et vous faites partie de sa vie. Quelles sont alors vos obligations à son sujet, quelle est votre responsabilité vis-à-vis du fait que ce lieu vous accueille et vous nourrit ? Qu’est-ce que vous allez faire concrètement pour lui rendre la pareille ? (Peter Berg, 1986) »